# Parathalestris irelandica
Parathalestris irelandica is een eenoogkreeftjessoort uit de familie van de Thalestridae. De wetenschappelijke naam van de soort is voor het eerst geldig gepubliceerd in 1958 door Roe.